# Hister civilis
Hister civilis är en skalbaggsart som beskrevs av J. E. Leconte 1845. Hister civilis ingår i släktet Hister och familjen stumpbaggar. Inga underarter finns listade i Catalogue of Life.